# St. Nikomed (Mainz)
Die Kirche St. Nikomed gehörte zu den ältesten Kirchen in Mainz. Eine spätere klösterliche Frauengemeinschaft und St. Nikomed selbst wurden 1604 aufgehoben und in das Jakobskloster in Mainz inkorporiert.

## Geschichte
Der Anstoß zur Gründung dieser Kirche wird Bischof Bothadus, einem der ersten fassbaren Mainzer Bischöfe, der in frühmittelalterlichen Bischofslisten aufgeführt ist, zugeschrieben. Die Kirche wurde „in monte Martis“ (später „in monte S. Jacobi“, auch „in monte specioso“ genannt), nahe beim Drususstein, „zu Ehren unseres Herrn Jesu Christi“ („in honorem D[omini] N[ostri] J[esu] Christi“) erbaut. Später wurde als Patrozinium das des heiligen Nikomedes bestimmt. Der römische Märtyrer, dessen genaue Lebenszeit unbekannt ist, erfuhr unter Papst Bonifatius V. (619–625) eine besondere Verehrung. St. Nikomed wird 765 als Grenznachbar in einer Fuldaer Urkunde genannt. 1017 wird der früher schon durch Pipin von Heristal beschenkten Kirche eine neue Schenkung zugewiesen. Die relativ umfangreiche Ausstattung von St. Nikomed deutet darauf, dass diese Kirche nur als Kloster konzipiert gewesen sein kann. Damit wäre sie das erste columbanisch reformierte Kloster in Mainz gewesen. Der Jesuit Nicolaus Serarius berichtet in seinem Werk Moguntiacarum Rerum zum Standort vor der Porta Gentilium des Doppelkastells Mogontiacum. Somit dürfte St. Nikomed an der via sepulcrum gelegen haben.